# Jian
L'espasa anomenada Jian, és una arma blanca que es pot utilitzar punxant o tallant. És una espasa recta amb dues cares de tall. Principalment ha estat utilitzat per la noblesa xinesa. Des de l'antiguitat, s'ha usat en les arts marcials principalment en la pràctica del tai txi txuan.